# یواس‌اس میستری (آی‌دی-۲۷۴۴)
یواس‌اس می‌ستری (آی‌دی-۲۷۴۴) (به انگلیسی: USS Mystery (ID-2744)) یک کشتی بود که طول آن ۱۰۶ فوت ۶ اینچ (۳۲٫۴۶ متر) بود. این کشتی در سال ۱۸۸۶ ساخته شد.